# Mont Shibutsu
Le mont Shibutsu (至仏山, Shibutsu-yama) est une montagne du Japon située dans la préfecture de Gunma. Il est classé parmi les 100 montagnes célèbres du Japon.

## Géographie
Le mont Shibutsu est situé dans le parc national d'Oze, dans le nord de la préfecture de Gunma. Son sommet, qui culmine à une altitude de 2 228 m, domine la plaine d'Ozegahara au nord-est et le lac de barrage Naramata au sud-ouest dans le bourg de Minakami.

## Flore et faune

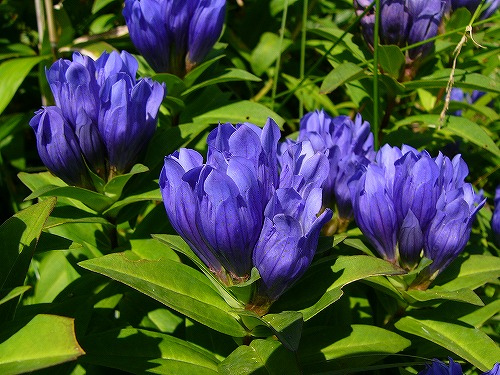
Gentiane du Japon.

Le mont Shibutsu héberge de nombreuses plantes typiques des étages subalpins comme le lysichite blanc, la potentille des marais, la gentiane du Japon ou la « rose des hauts sommets ». À l'étage montagnard, il n'est pas rare d'apercevoir des cerfs Sika ou le saro du Japon.
Alors que la roche de sa base est faite de granite, la roche du sommet du mont Shibutsu est en serpentine ce qui favorise le développement de plantes serpentines comme l'anémone à fleurs de narcisse.